# Vahap Pehlivan
Vahap Pehlivan (ur. 1945, zm. czerwiec 2001) – turecki zapaśnik walczący w stylu klasycznym. Brązowy medalista mistrzostw świata w 1967. Wicemistrz Europy w 1969. Czwarty na igrzyskach śródziemnomorskich w 1967 roku.